# میرآباد (مازول، شمال)
میرآباد روستایی در دهستان مازول بخش مرکزی شهرستان نیشابور استان خراسان رضوی ایران است.

## جمعیت
بر پایه سرشماری عمومی نفوس و مسکن در سال ۱۳۹۵ جمعیت این روستا ۲٬۶۴۶ نفر (۸۴۸خانوار) بوده‌است.